# 래퍼 곡선

래퍼 곡선. 여기서 t*는 조세수입이 최대가 되는 세율을 나타낸다.

경제학에서 래퍼곡선(Laffer curve)은 세율에 따라서 조세수입이 변화하게 되는 관계를 이론적으로 나타낸 곡선이다.

## 유래
미국의 경제학자 아서 래퍼(Arthur Laffer)가 워싱턴시의 어느 레스토랑에서 정치인 몇 사람과 식사를 하면서 냅킨에 그린 것으로 전해지고 있다.

## 영향
배우 출신인 로널드 레이건 미국 대통령은 높은 세율로 인해 영화 제작을 포기한 경험이 있다면서 이 이론에 적극 공감하였고, 이 이론은 레이건 행정부의 감세 정책의 근거가 되었다.

## 세율과 조세수입 관계

미국에서 다른 세율과 경험은 상위 소득 세율은 86 ~ 90 % 사이 일 때 세금 수입에서 가장 큰 성장이 온 것을 알 수 있다.

래퍼곡선은 세율과 조세수입 간에 역 U자형의 관계가 있는 것으로 본다. 우선 세율이 0%이면, 세수입도 0이 된다. 만약 세율이 100%가 되면 아무도 일을 하려 하지 않을 것이며, 따라서 조세를 부과할 소득이 0이므로 조세수입도 0이 된다. 세율이 증가하면 조세수입도 증가하게 된다. 그러나 세율이 어느 일정 수준(여기에서는 t*)을 초과하면 조세수입은 오히려 감소하기 시작한다. 그 이유는 세율이 아주 높으면 애써 벌어 보았자 자기 주머니에 남는 돈이 얼마 되지 않을 것이기 때문에 구태여 열심히 일하려 하지 않을 것이고, 궁극적으로 총생산이 감소하여 조세를 부과할 소득이 줄어들게 되기 때문이다. 여기에서 공급경제학자들이 세율인하가 조세수입의 증대를 가져올 수 있다고 주장하는 것은 현재의 세율이 조세수입을 극대화시키는 t*보다 높은 경우를 상정한 것이다.

## 비판
그레고리 맨큐는 본인의 저서에서 래퍼 곡선은 현실적인 근거가 빈약한 헛소리라고 대차게 깠다.
레이건 정부의 쌍둥이 적자 역시 이 이론을 근거로 한 감세 정책의 영향을 받았다. 

## 같이 보기
- 사중손실
- 재정보수주의
- 레이거노믹스
- 공급측면 경제학